# Tatjana Lukasjevitj
Tatjana Lukasjevitj (russisk: Татьяна Николаевна Лукашевич) (født 21. november 1905 i Dnipro i det Russiske Kejserrige, død 2. marts 1972 i Moskva i Sovjetunionen) var en sovjetisk filminstruktør og manuskriptforfatter.

## Filmografi
- Fundament (Подкидыш, 1940)[1][2]
- Danselærer (Учитель танцев, 1952)
- Bryllup med medgift (Свадьба с приданым, 1953)
- Modenhedsbevis (Аттестат зрелости, 1954)
- Slepoj muzykant (Слепой музыкант, 1960)